# Abbottabad (distrito)

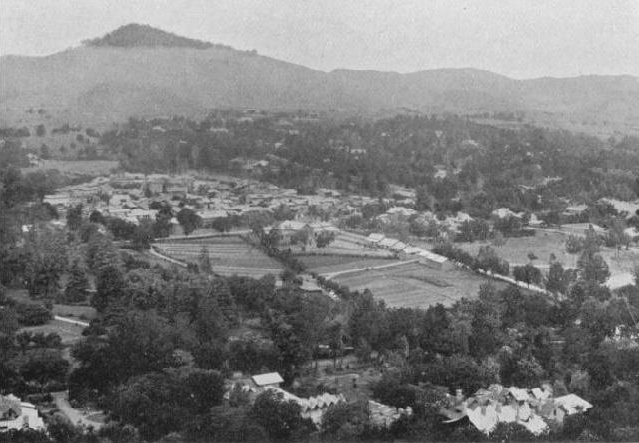
Abbottabad em 1907.

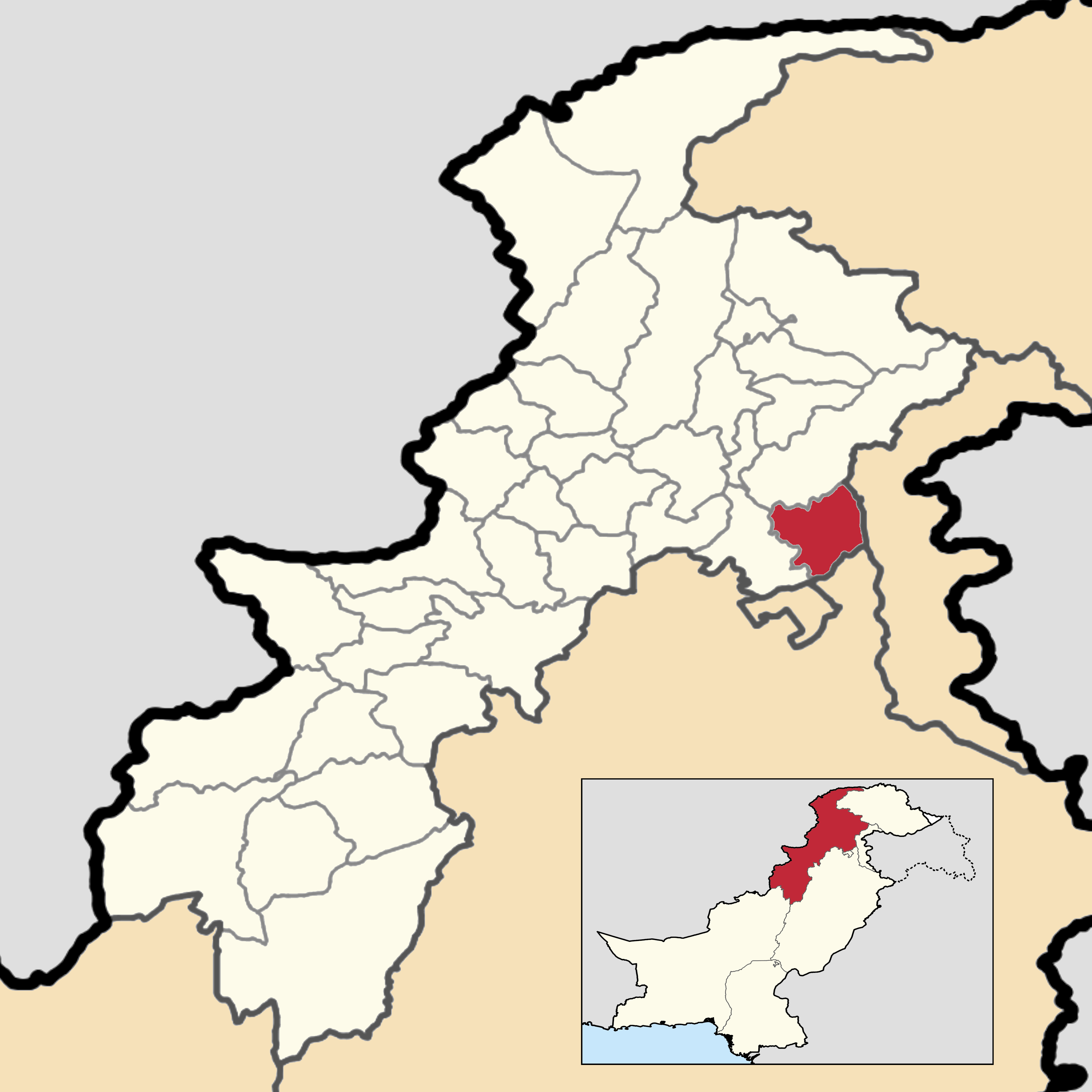
O distrito de Abbottabad.

Abbottabad é um distrito do nordeste de Paquistão.